# Howell (Michigan)
Pour les articles homonymes, voir Howell.
La ville de Howell est le siège du comté de Livingston, dans l’État du Michigan, aux États-Unis. Sa population s’élevait à 9 489 habitants lors du recensement de 2010, estimée à 9 524 habitants en 2017.

## Source
- (en) Cet article est partiellement ou en totalité issu de l’article de Wikipédia en anglais intitulé « Howell, Michigan » (voir la liste des auteurs).